# Antioco I di Commagene
Antioco I di Commagene (greco: Antiochos Theos Dikaios Epiphanes Philorhomaios Philhellen; 69 a.C. – 36 a.C.) fu il più importante re del piccolo stato ellenistico di Commagene.
Durante il suo regno tentò di fare gli interessi del proprio regno malgrado la presenza ingombrante dei Romani, ma alla fine la Commagene entrò nella sfera d'influenza di Roma, diventando uno stato satellite sotto l'imperatore romano Augusto.
Antioco fu il frutto del matrimonio del re Mitridate I Callinico con la principessa seleucide Laodice, voluto dal re Samo II di Commagene e dal re seleucide Antioco VIII Gripo, genitori degli sposi, allo scopo di siglare la pace tra il Regno di Commagene e l'Impero seleucide.
Professò una forma di Zoroastrismo ellenizzato, lasciando una vasta documentazione del culto regale da lui promosso. Avendo la casa reale di Commagene legami profondi con quelle persiana e seleucide, molti dei consistevano in personificazioni dei corpi celesti, come il sole, la luna e i pianeti. Si dice che lo stesso Antioco abbia praticato l'astrologia (tra i suoi discendenti vi furono gli astrologi Trasillo di Mende e Tiberio Claudio Balbillo, e fu forse iniziato all'ermetismo. Promosse una riforma del calendario lunare di Commagene, che collegò al ciclo sotico (della stella Sirio) già utilizzato dagli Egiziani.
Antioco è oggi noto soprattutto per l'erezione del santuario di Nemrut Dağı, vicino alla città di Kahta: il monumento più importante del complesso è lo Hierothesion, dove venne seppellito, e che fu costruito per ospitare cerimonie religiose in occasione del suo compleanno o della sua incoronazione.